# Philodendron rhodoaxis
Philodendron rhodoaxis är en kallaväxtart som beskrevs av George Sydney Bunting. Philodendron rhodoaxis ingår i släktet Philodendron och familjen kallaväxter.

## Underarter
Arten delas in i följande underarter:
- P. r. lewisii
- P. r. rhodoaxis